# Elatostema halconense
Elatostema halconense är en nässelväxtart som beskrevs av Charles Budd Robinson. Elatostema halconense ingår i släktet Elatostema och familjen nässelväxter. Inga underarter finns listade i Catalogue of Life.